# Vilma Bobeck
Vilma Bobeck (* 5. Januar 1998 in Nacka) ist eine schwedische Seglerin.

## Erfolge
Vilma Bobeck startete zunächst in der Bootsklasse Europe und belegte in dieser bei den Weltmeisterschaften 2015 in Arendal den Bronzerang. Ebenfalls Bronze gewann sie bei den Europameisterschaften 2019 in Weymouth, diesmal mit Malin Tengström in der Klasse 49erFX, in der Bobeck fortan segelte. Danach bildete sie mit Rebecca Netzler ein Team und sicherte sich mit ihr 2022 sowohl bei den Europameisterschaften in Aarhus als auch bei den Weltmeisterschaften in St. Margarets Bay die Silbermedaille. In Den Haag gelang ihnen bei den Weltmeisterschaften 2023 der Titelgewinn vor den Niederländerinnen Annette Duetz und Odile van Aanholt, von denen sie 2022 noch auf Rang zwei verwiesen worden waren. 2024 setzten sich van Aanholt und Duetz bei den Weltmeisterschaften in Lanzarote wiederum gegen Bobeck und Netzler durch, sodass die beiden Schwedinnen einmal mehr die Silbermedaille erhielten.
Bei den Olympischen Spielen 2024 in Paris gingen Bobeck und Netzler ebenfalls gemeinsam den Start. Sie gewannen drei der ersten zwölf Wettfahrten und gingen mit sechs Punkten Rückstand auf Annette Duetz und Odile van Aanholt und sieben Punkten Rückstand auf die Französinnen Sarah Steyaert und Charline Picon als Dritte ins abschließende Medal Race. Unter den dort startenden zehn Teams belegten sie den ersten Platz und rückten dadurch noch auf den zweiten Gesamtrang vor. Van Aanholt und Duetz wurden mit 74 Punkten Olympiasiegerinnen, vor Bobeck und Netzler mit 76 Punkten sowie den drittplatzierten Steyaert und Picon, die aufgrund ihres abschließenden sechsten Platzes auf 79 Gesamtpunkte kamen und auf Rang drei zurückfielen.